# Підбір'я
Підбі́р'я —  село в Україні, у Рогатинській міській громаді Івано-Франківського району Івано-Франківської області.

## Історія
Згадується 3 січня 1441 року у книгах галицького суду.
У податковому реєстрі 1515 року повідомляється про неможливість отримання податків з села через зруйнування татарами.
У 1939 році в селі проживало 500 мешканців (435 українців, 20 поляків, 40 латинників, 5 євреїв).
12 червня 2020 року, відповідно до Розпорядження Кабінету Міністрів України  № 714-р «Про визначення адміністративних центрів та затвердження територій територіальних громад Івано-Франківської області», увійшло до складу Рогатинської міської громади.
19 липня 2020 року, в результаті адміністративно-територіальної реформи та ліквідації Рогатинського району, село увійшло до складу новоутвореного Івано-Франківського району.

## Населення

### Мова
Розподіл населення за рідною мовою за даними перепису 2001 року:
| Мова       | Кількість | Відсоток |
| ---------- | --------- | -------- |
| українська | 249       | 100%     |